# Manzanares de Rioja
Manzanares de Rioja tỉnh và cộng đồng tự trị La Rioja, phía bắc Tây Ban Nha. Đô thị này có diện tích là 17,91 ki-lô-mét vuông, dân số năm 2009 là 106 người với mật độ 5,92 người/km². Đô thị này có cự ly 46 km so với Logroño.